# Alotenango
Alotenango é uma cidade da Guatemala do departamento de Sacatepéquez.